# Lego Duplo

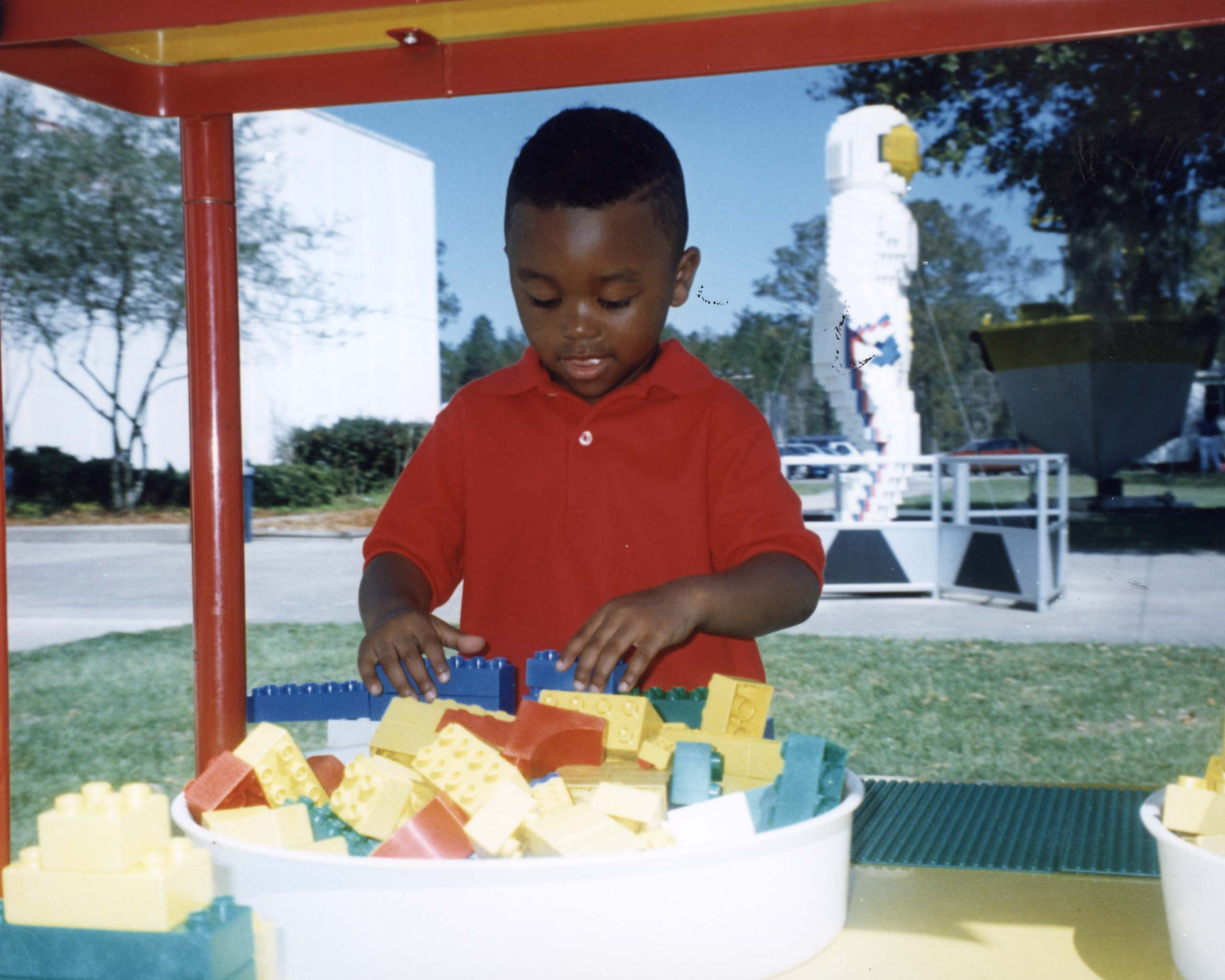
Хлопчик грає з конструктором LEGO Duplo (1997 рік)

Lego Duplo лінійка конструкторів LEGO від компанії Lego Group, призначених для дітей віком від 1,5 до 5 років. Кубики Duplo вдвічі довші, вищі і ширші за традиційні кубики Lego, що спрощує поводження з ними і знижує ймовірність їх проковтування маленькими дітьми. Незважаючи на свій розмір, вони сумісні із традиційними кубиками Lego.
Перший конструктор Duplo був випущений в 1969 році, з тих пір асортимент лінійки постійно розширювався і тепер включає набори з фігурками, автомобілями, будинками і поїздами. Продукція Duplo виробляється у місті Ньїредьгаза в Угорщині.

## Розробка

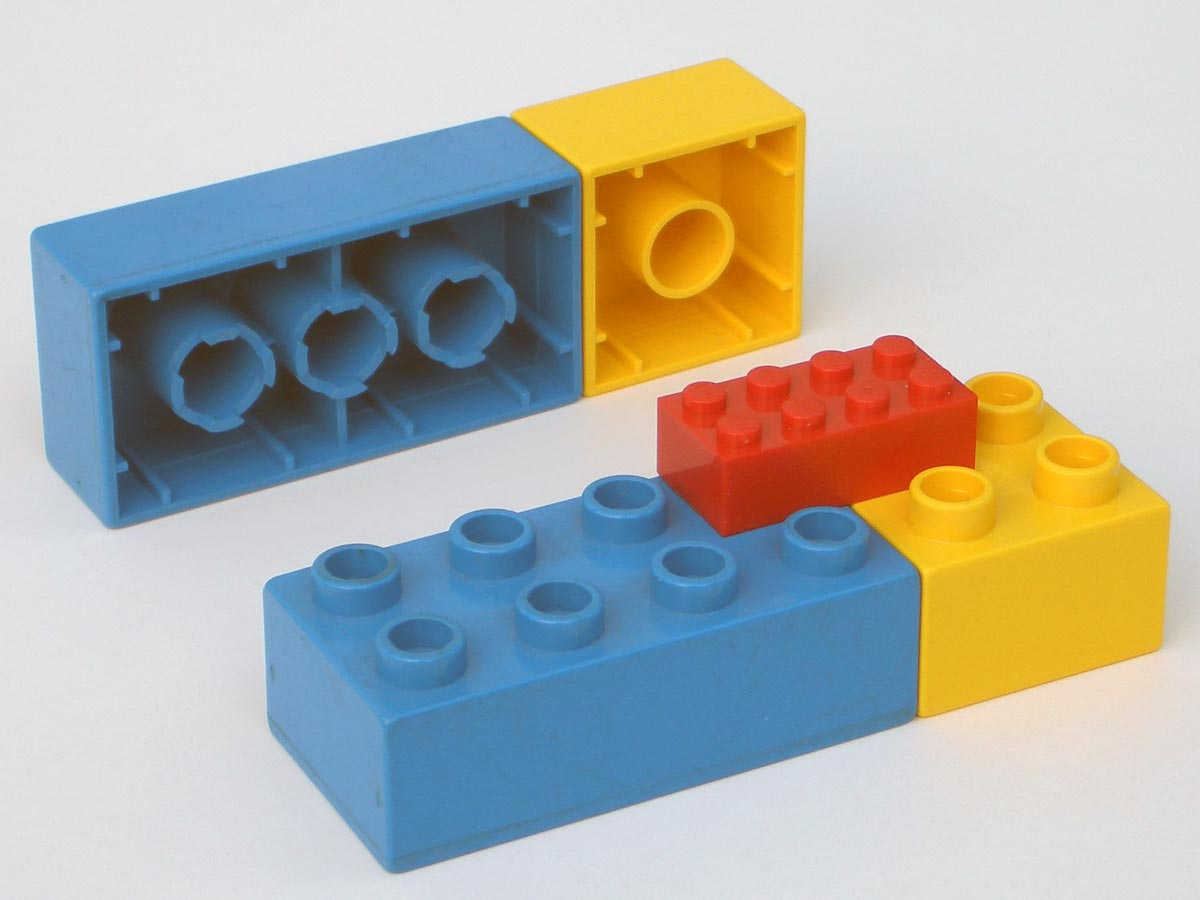
Цеглини Duplo та класична цегла LEGO сумісні

До появи нової серії кубиків у 1969 році LEGO Group досліджувала способи виробництва безпечних кубиків LEGO, які були б більшими за традиційну цеглу LEGO і підходили б маленьким дітям віком від півтора року. Компанія намагалася знайти масштаб, який би відповідав існуючій системі LEGO, розглядаючи масштаби 3:1 та 4:1, але зрештою у LEGO зупинилася на масштабі 2:1. У 1968 році власник компанії у другому поколінні Готфрід Кірк Крістіансен запропонував зробити порожнисті шпильки на цеглині Duplo, щоб зробити їх сумісними із системою LEGO. Назва лінійки Duplo походить від латинського слова «duplex», що означає «подвійний».

## Запуск та розробка
Цеглини Duplo були представлені у 1969 році у чотирьох кольорах: червоному, жовтому, синьому та білому. Наступного року було додано ще два комплекти з синіми та червоними колесами. У каталозі продукції 1971 набори були описані як призначені для дітей від 1 до 2 років, але продавалися разом з кубиками LEGO, зазвичай призначеними для дітей віком від 3 до 12 років. У 1972 році були представлені кубики Duplo із двома рядами шипів.
У 1975 році Duplo стала власною торговою маркою з п'ятьма наборами, що складаються виключно з цегли типорозміру Duplo. Нові набори включали цеглини з круглим верхом дві на дві і невеликий чотириколісний фургон із двома рядами із шести шипів. З цими новими наборами LEGO Duplo почала орієнтуватися на дітей віком від 1,5 років із заділом на майбутнє, щоб коли діти стануть старшими, їх кубики Duplo можна було використовувати разом зі звичайними кубиками LEGO.
У 1977 році назва Duplo була замінена на Lego Preschool. Були представлені маленькі фігурки дві на дві цегли, що складаються з циліндричної голови і загостреного тіла без кінцівок, схожі по дизайну на чоловічків Little People [англ.] від компанії Fisher-Price. Ще однією новою цеглиною була половина арки. Нові набори включали фігурки, двері та цегляні вагони розміром два на шість, які могли бути використані як автомобіль чи поїзд.
Назву Duplo повернули у 1979 році разом із новим переробленим логотипом, на якому був зображений кролик. Деякі набори цеглинок продавалися всередині плюшевої версії кролика з логотипу, іграшка закривалася на блискавку.
В 1983 з'явилися інші постаті Duplo, яких часто називали чоловічками Duplo (англ. Duplo people). На відміну від перших версій 1977 року нові фігурки мали рухливу голову, руки і ноги і вже виглядали як класичні мініфігурки LEGO. Однак на відміну від маленьких мініфігурок, фігурки Duplo були нерозбірними для безпеки маленьких дітей. Також 1983 року було представлено набір № 2700 з моделлю паровоза з двома вагонами. У 1986 році був представлений ляльковий будиночок Duplo з розсувними дверима та чоловічками Duplo.
У 1992 році був представлений Duplo Toolo, що є набір конструкторів з використанням викруток, який призначався для дітей віком від 3 до 6 років.
У 1993 році з'явилася система сірих рейок із зупинкою та запуском колії, пізніше було випущено ще два поїзди. У 2005 році Lego почала продавати поїзди Duplo у стилі паровозика Томаса з популярного британського мультсеріалу «Томас та його друзі».
У 1995 році було запущено лінію Duplo Primo, призначену для дітей віком від 6 до 24 місяців. Більшість товарів цієї лінійки були будівельними елементами. Duplo Primo пізніше був перейменований на Lego Primo.
2002 року від назви Duplo знову відмовилися на користь Explore. Нова назва бренду використовувалася, щоб підкреслити зв'язок між кубиками та навчанням дитини. У весняному каталозі 2004 року було нагадування про те, що Duplo тепер називається Explore, але восени відоме ім'я Duplo знову повернулося з новим логотипом у вигляді кролика, розробленим відповідно до нового логотипу у вигляді слона для лінійки Lego Quatro.
LEGO випускала набори Duplo за ліцензією з персонажами «Боба-будівельника» та «Томаса та його друзів». Ці набори Duplo зняли з виробництва, але набори Duplo тепер включають ферму, зоопарк, місто, замок і піратську лінійку. З 2008 року у продаж надійшли набори з ляльковим будиночком та замком принцеси. У деяких наборах Duplo є автомобілі, вантажівки та будівлі, які не можна розібрати.

## Виробництво
LEGO Duplo виробляється на заводі в Ньїредьгазі в Угорщині. На заводі створюються понад 90 % всіх елементів Duplo поряд із традиційними цеглинами LEGO. Чаба Тот, директор з комунікацій, розповів: «Щороку із заводу в Ньіредьхазі випускається близько 14 мільйонів коробок Duplo. І тому ми виробляємо 2 мільйони кубиків і деталей Duplo щодня».

## Інші засоби масової інформації
У 1995 році Lego Duplo виступила спонсором британського дитячого дошкільного телесеріалу Tots TV на Children's ITV.
У 2014 році Lego Duplo з'явився у The Lego Movie, як прибульці, побудовані з цегли Duplo, які загрожують жителям Бріксбурга. Вони знову з'являються в сиквелі 2019 року, The Lego Movie 2: The Second Part, як ті самі інопланетні загарбники, з історією, яка бере початок з подій попереднього фільму.

## Маркетинг
У 1995 році Lego Duplo виступила спонсором британського дитячого телесеріалу Tots TV на каналі CITV.
2014 року Lego Duplo з'являється в комп'ютерному анімаційному фільмі «Лего Фільм» у ролі інопланетян, побудованих із цеглинок Duplo, що загрожують жителям Бріксбургу. Вони повертаються і протягом 2019 року «Лего Фільм 2», знову в ролі інопланетних загарбників.
У березні 2020 року було оголошено про відкриття нового тематичного парку на курорті Legoland Windsor Resort. Duplo Dino Coaster був представлений як частина Duplo Valley, зони парку, призначеної для дітей віком до 5 років. У цьому районі також знаходиться аеропорт Дупло-Веллі, в якому використовуються керовані гелікоптери.

## Тематичний парк атракціонів
У березні 2020 року було оголошено про створення нового тематичного парку на курорті Леголенд Віндзор. Duplo Dino Coaster був представлений як частина Duplo Valley, зони парку, призначеної для дітей віком до п'яти років. До зони також входить аеропорт Дупло-Веллі, де працюють повністю керовані гелікоптери.

## Рецепція
У жовтні 2019 року було запущено Lego Duplo World , навчальну ігрову програму, яка була розроблена, щоб допомогти дітям від двох до п'яти років досягти своїх основних навчальних цілей. Він був розроблений StoryToys у партнерстві з The Lego Group. Додаток отримав кілька нагород, у тому числі 2020 Licensing International Award, 2020 KAPI Award на Consumer Electronics Show у Лас-Вегасі, 2021 Notable Children's Digital Media Award від Американської бібліотечної асоціації та 2021 Kidscreen Award за найкращий навчальний додаток (брендований).

## Нагороди та номінації
У 2009 році Feeding Zoo (номер набору: 5634) отримав нагороду «DreamToys» у категорії «Будівництво» від Асоціації продавців іграшок.
У 2019 році підводний човен! (номер набору: 10910) отримав нагороду «DreamToys» у категорії «Потяги, літаки та автомобілі» від Асоціації продавців іграшок.